# Cryptocephalus saliceti
Cryptocephalus saliceti là một loài bọ cánh cứng trong họ Chrysomelidae. Loài này được Zebe miêu tả khoa học năm 1855.